# Grand Prix de Tennis de Lyon 2002
Il Grand Prix de Tennis de Lyon 2002 è stato un torneo di tennis giocato sul cemento indoor.  
È stata la 16ª edizione del Grand Prix de Tennis de Lyon, 
che fa parte della categoria International Series nell'ambito dell'ATP Tour 2002.
Il torneo si è giocato al Palais des Sports de Gerland di Lione in Francia, dal 7 al 14 ottobre 2002.

## Campioni

### Singolare
Paul-Henri Mathieu ha sconfitto in finale  Gustavo Kuerten col punteggio di 4–6, 6–3, 6–1.

### Doppio
Wayne Black /  Kevin Ullyett hanno sconfitto in finale  Mark Knowles /  Daniel Nestor col punteggio di 6–4, 3–6, 7–6(3).